# Franjo Benzinger
Franjo Benzinger (Vukovar, 26. studenoga 1899. – Zagreb, 29. ožujka 1991.), bio je hrvatski farmaceut.

## Životopis
Franjo Benzinger rođen je u Vukovaru 1899. godine. Diplomirao farmaciju 1922. godine na Farmaceutskom odsjeku Filozofskog fakulteta u Zagrebu. 1927. godine doktorirao je na biljnoj fiziologiji. Bio je profesor Farmaceutskog fakulteta u Zagrebu i osnivač Zavoda za farmaceutsku tehnologiju 1932. godine Osnovao je 1937. godine i vodio pokusnu stanicu za ljekovito bilje u Zagrebu. Radio je na izradi prvog izdanja Jugoslavenske farmakopeje, urednik je znanstvenopraktičnog djela Apotekarskog vjesnika. Vodio farmaceutski laboratorij Istraživačkog instituta tvornice Pliva. Na Zemaljskom zavodu za ljekovito bilje istraživao domaći buhač, plodove borovice i uzgoj naprstka. Znanstvene i stručne radove objavio u: Acta pharmaceutica jugoslavica, Apotekarski glasnik, Apotekarski vjesnik, Farmaceutski glasnik, Farmaceutski vjesnik, Scientia Pharmaceutica, Vjesnik ljekarnika. 
Umro je u Zagrebu 1991. godine.

## Djela
- Elementarna istraživanja iz fiziologije haraceja, Zagreb, 1926.
- Farmaceutska kemija, Osijek, 1928.
- Nekoliko elementarnih pokusa o fiziologiji harofita, Samobor, [poslije 1929.][1]
- Priručnik za praktične radove iz farmaceutske tehnologije, Zagreb, 1934.
- Repetitorium artis pharmaceuticae, Zagreb, 1939.
- Semen Pruni Persicae kao nadomjestak za Semen Amygdalae amarae, Zagreb, 1945.
- Ljekovito bilje, Zagreb, 1950.

## Vanjske poveznice
- Franjo Benzinger Hrvatska tehnička enciklopedija, portal hrvatske tehničke baštine. LZMK